# 근접 전투

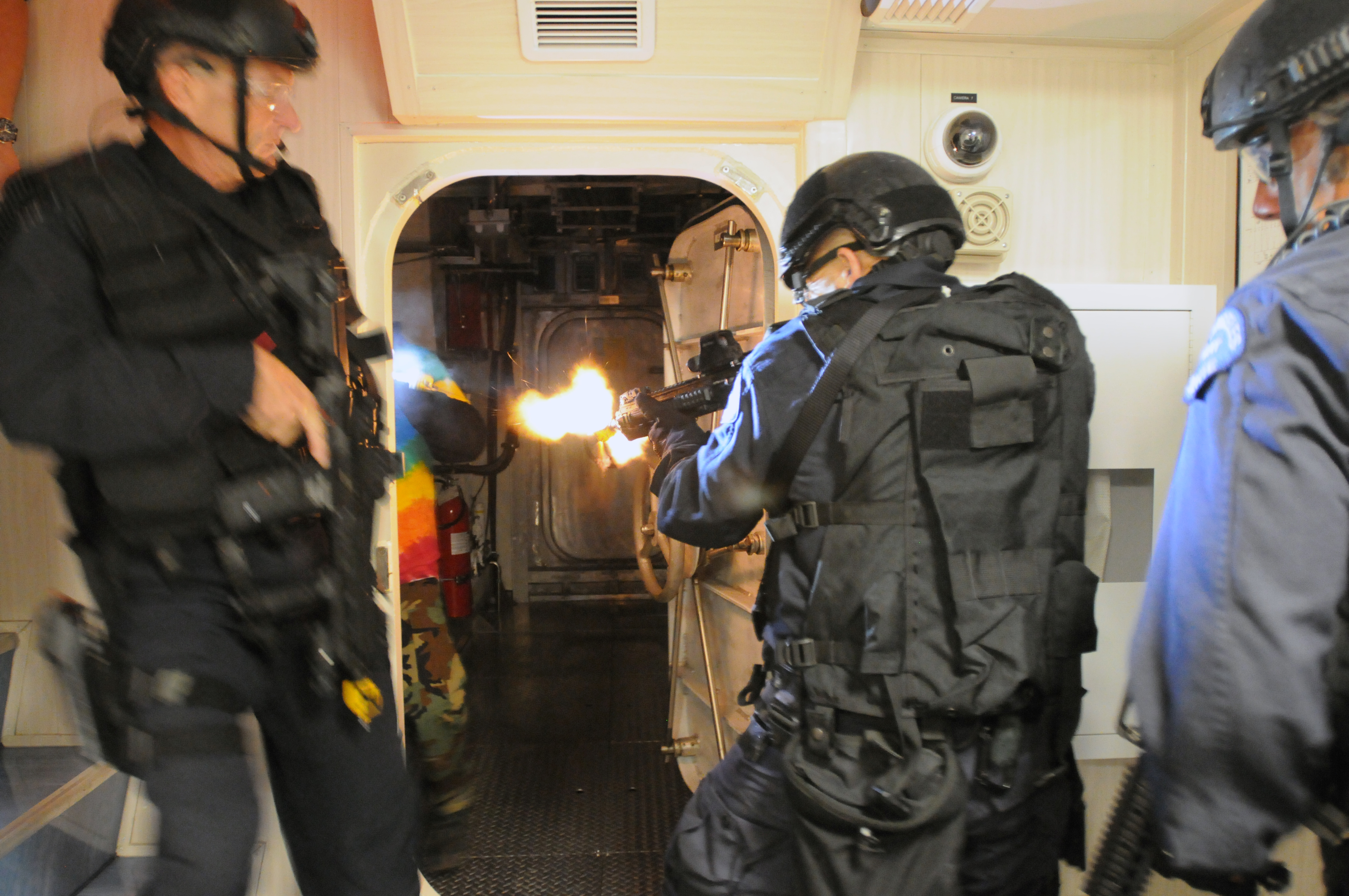
2007년 미국 해군과의 합동 훈련 중 근접전을 벌이는 로스앤젤레스 경찰청 SWAT 요원들

근접 전투(close-quarters battle; CQB; close-quarters combat; CQC)는 원거리(일반적으로 총기 기반) 또는 혼전을 포함하는 여러 전투원 간의 근접 전투 상황이다. 군대, 법 집행 기관 및 범죄 요소 간 및 기타 유사한 상황에서 발생할 수 있다. CQB는 일반적으로 근거리에서 갑작스러운 폭력을 특징으로 하는 단시간 고강도 갈등으로 정의된다.

## 같이 보기
- 혼전
- 백병전